# عربلوی یکان
عربلوی یکان، روستایی از توابع بخش مرکزی شهرستان ارومیه و در شهرستان ارومیه استان آذربایجان غربی ایران است.
در ۷کیلومتری شهر ارومیه واقع شده و نزدیک فرودگاه ارومیه می باشد 
اهالی روستا به زبان ترکی آذری صحبت می‌کنند و مذهبشان شیعه ۱۲ امامی می‌باشد. شغل مردم روستای عربلوی یکان کشاورزی و باغداری است 

## جمعیت
این روستا در دهستان نازلوی جنوبی قرار داشته و بر اساس سرشماری سال ۱۳۹۵ جمعیت این روستا برابر ۷۲ نفر گزارش شد در حالی که در سال ۱۳۸۵ جمعیت آن برابر با ۱۵۴ نفر (۵۱ خانوار) بوده‌است.